# Liste westgotischer Architekturdenkmäler in Spanien

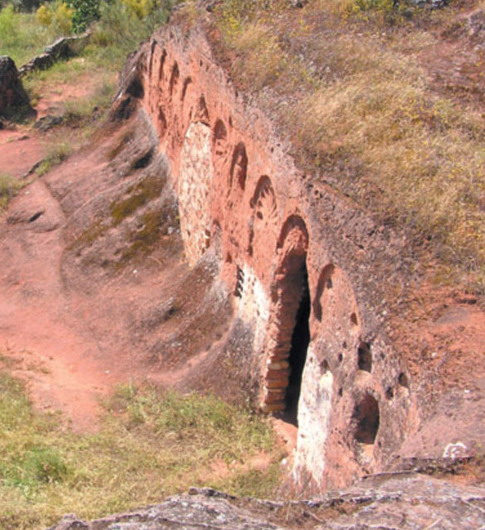
Höhlenkirche bei Valdecanales

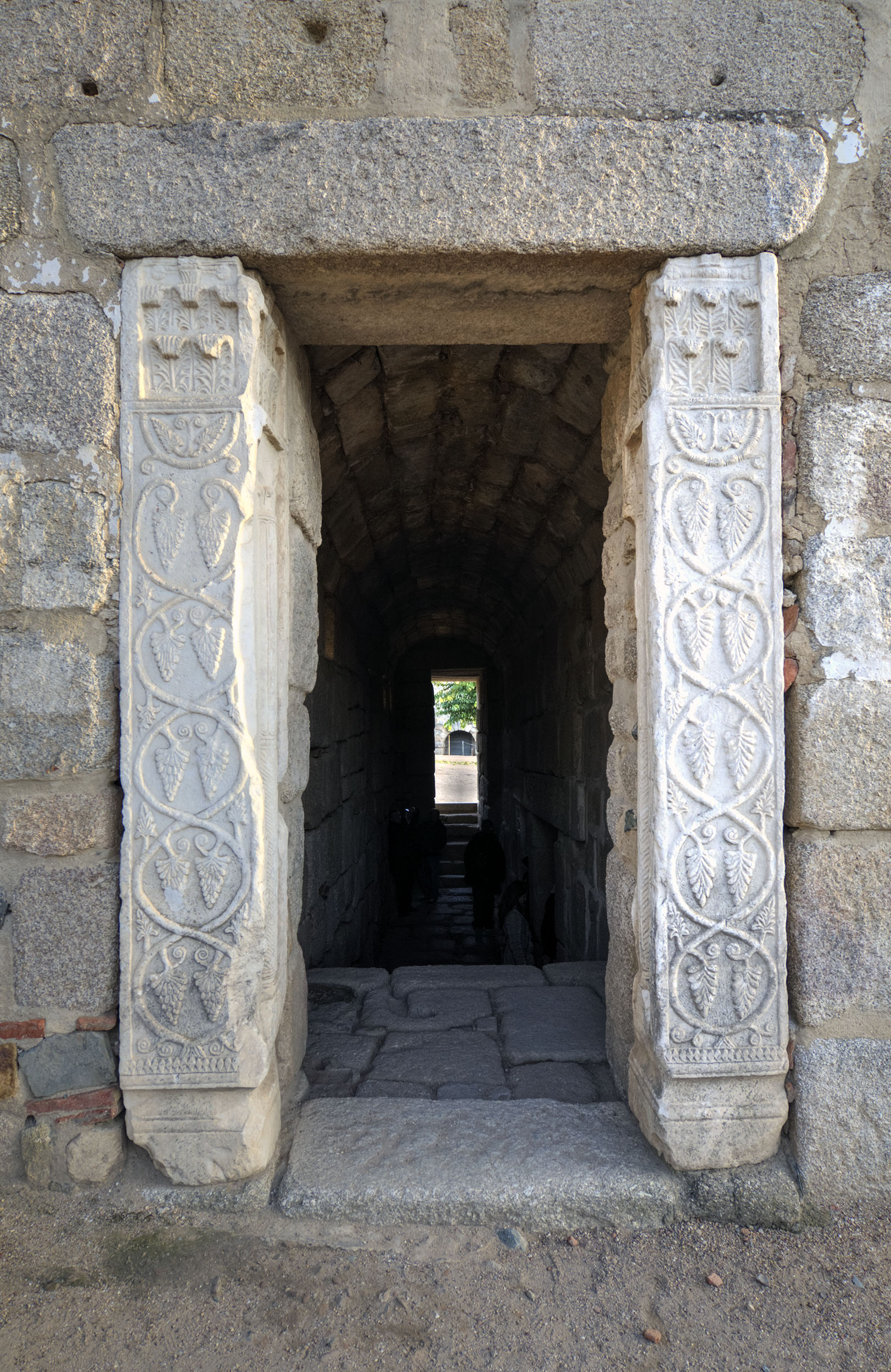
Zugang zur Zisterne der Alcazaba de Mérida

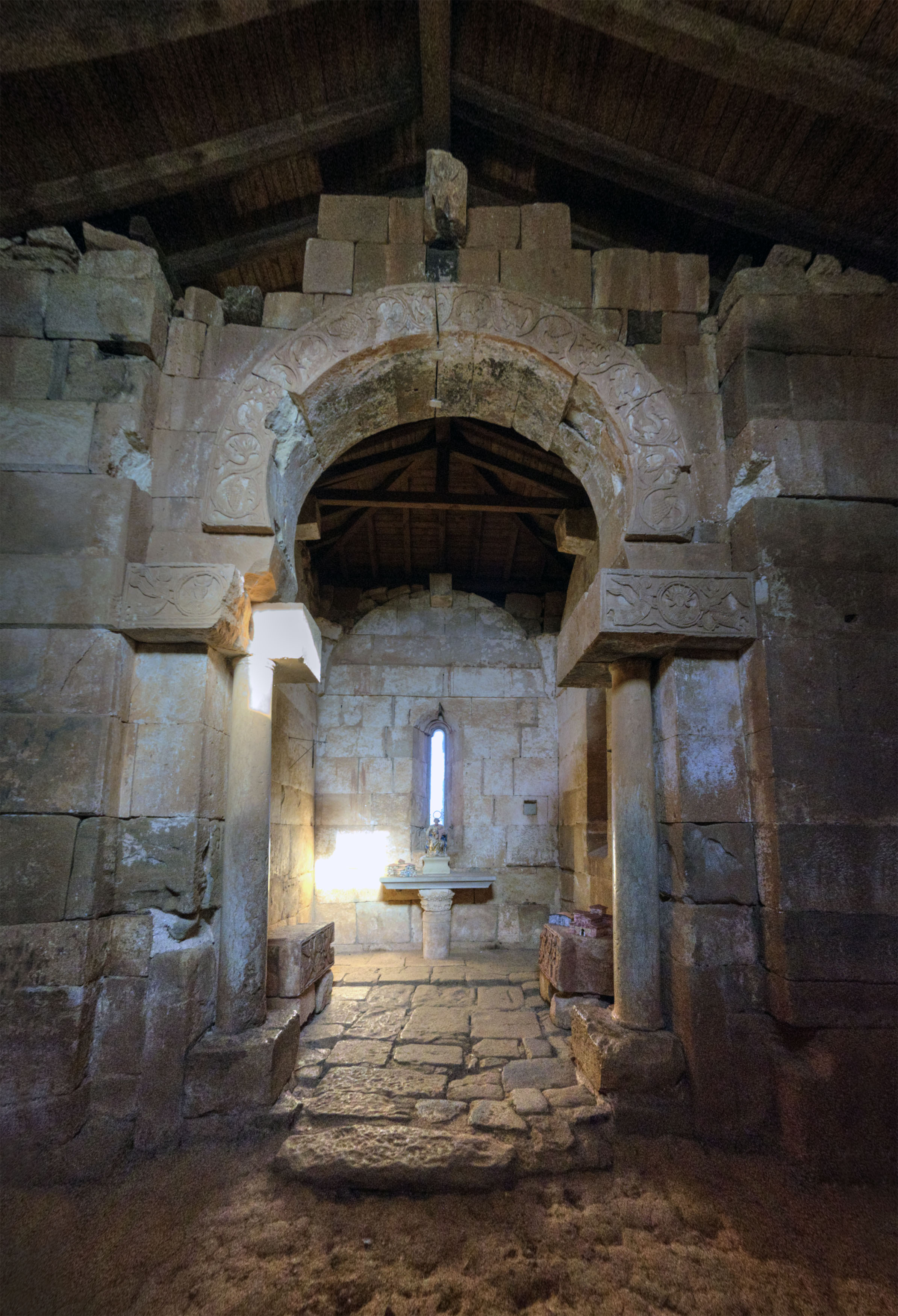
Inneres der Kirche Santa María de Quintanilla de las Viñas in Mambrillas de Lara

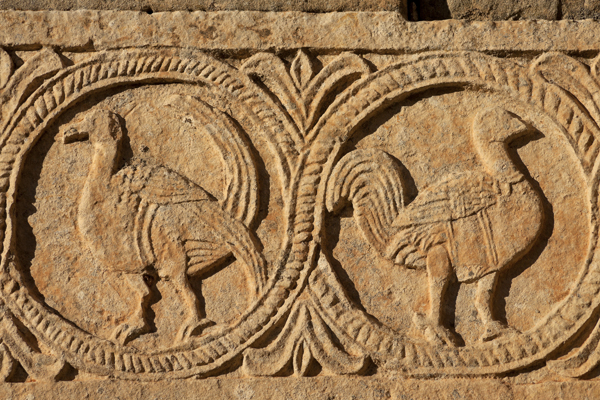
Fries an der Außenwand der Kirche Santa María de Quintanilla de las Viñas (Ausschnitt)

Liste westgotischer Architekturdenkmäler in Spanien

## Liste
Alphabetisch nach Ortsnamen geordnet 
- Kirche Santa Lucía del Trampal bei Alcuescar
- Kirche Santa Comba de Bande in Bande in der Provinz Ourense
- Kirche San Juan de Baños in Baños de Cerrato[1]
- Eine Kirche aus dem 6. Jahrhundert wurde im bischöflichen Bezirk von Barcelona (heute: Bereich unter dem Historischen Museum der Stadt Barcelona) 1995 ausgegraben.[2]
- Kirche San Pedro de la Nave in El Campillo bei Zamora
- Kirche von El Gatillo del Arriba in Cáceres, zerstört, archäologisch ergraben: Römisches Gebäude, in westgotischer Zeit im 6. Jahrhundert umgebaut und mehrfach erweitert.[3]
- Kirche San Pedro de la Mata in Casalgordo
- Kapitelle der für den Bau der Mezquita in Córdoba abgetragenen westgotischen Kathedrale St Vincent wurden in den ältesten Teilen der Mezquita wieder verwendet.[4]
- Kirche von Gerena (Bodendenkmal)[5]
- Mausoleo de Las Vegas bei La Pueblanueva in der Provinz Toledo
- Kirche Santa María de Quintanilla de las Viñas in Mambrillas de Lara, Provinz Burgos
- Frühchristliche Basilika in Marialba de la Ribera in der Provinz León
- Portal zur Zisterne in der Alcazaba de Mérida[6]
- Basilika von Casa Herrera bei Mérida mit je einer Apsis am Ost und am Westende, wurde um 500 errichtet und im 6. Jahrhundert u. a. um ein Baptisterium erweitert. Sie ist heute ein Bodendenkmal.[7]
- Kathedrale und Bischofssitz in Niebla
- Krypta von San Antolín in Palencia
- Kirche Santa María de Melque bei San Martín de Montalbán in der Provinz Toledo
- Frühchristliche Basilika von Vega del Mar in San Pedro de Alcántara
- Sta. Eulalia in San Pedro de Mérida, von 561 bis 570 über Heiligengräbern erbaut. Reste der Apsis sind erhalten.[8]
- Kirche von Sta. María de Mijangos (Provinz Burgos), ein Bodendenkmal, 1994 bis 1997 ergraben. Die Kirche hat eine Westapsis, im Osten aber einen geraden Abschluss. Die Weiheinschrift ist bekannt und wird in die Jahre 591, 596 oder 601 datiert.[9]
- Archäologische Zone von Pla de Nadal bei Ribarroja del Turia in der autonomen Gemeinschaft Valencia
- Basilika beim „Cabeza del Griego“ (Segobriga in der Provinz Cuenca), bei Ausgrabungen bereits 1789/1790 freigelegt. Nur noch museal bewahrte Teile der Bauskulptur des riesigen Gebäudes sind heute erhalten. Das dreischiffige Langhaus war 26 m breit und mit neun Jochen mindestens doppelt so lang. Im Osten waren Grabkammern angebaut. Die Einzelheiten des Grundrisses sind unklar. 550 muss die Kirche bereits genutzt worden sein. Im 8. Jahrhundert wurde sie unter muslimischer Herrschaft restauriert und mit einer Dekoration aus Stuck versehen.[10]
- El Bovalar bei Seròs, westgotische Stadt
- Kirchenfamilie von Terrassa[Anm. 1] in Terrassa:
  - Santa Maria
  - San Miguel
  - San Pedro
- Kirche El Salvador in Toledo, Ende 6. Jahrhundert[11]
- Kirche von Vallejo de Santillán (Bodendenkmal)[12]
- Höhlenkirche von Valdecanales in der Provinz Jaén
- Ruinen der Stadt Reccopolis bei Zorita de los Canes in der Provinz Guadalajara mit Königspalast und Kirche
- Ruinen des Castrum visigòtic auf dem Puig Rom in Roses